# سرجو چرواتو
سرجو چرواتو (به ایتالیایی: Sergio Cervato) بازیکن فوتبال و اهل ایتالیا است که از سال ۱۹۵۱ میلادی عضو تیم ملی فوتبال ایتالیا بوده و در ۲۸ بازی ملی حضور داشته‌است. او در بازی‌های ملی‌اش ۴ گل به ثمر رساند.
سرجو چرواتو آخرین بازی ملی خود را در سال ۱۹۶۰ میلادی انجام داد.